# Список міністрів закордонних справ Бутану
Список міністрів закордонних справ Бутану

## Міністри закордонних справ Бутану
1. Дава Церінг — (1972—1998).
2. Джігме Тінлей — (1998—2003);
3. Ханду Вангчук — (2003—2007);
4. Єшей Доржі — (2007—2008);
5. Угьєн Церінг — (2008—2013);
6. Рінцін Дорджі — (2013—2015)
7. Дамчо Дорджі[en] — (2015—2018)
8. Танді Дорджі[en] — (2018—нині)